# アカネマニアックス〜流れ星伝説剛田〜
『アカネマニアックス〜流れ星伝説剛田〜』（アカネマニアックス ながれぼしでんせつごうだ）は、アダルトゲームメーカー・âge（アージュ）のファンクラブ会員限定で無料配布されたPCゲーム、およびゲームを原作として製作されたOVA。略称は「アカマニ」。

## 概要
アージュが制作した『君が望む永遠』の登場人物、涼宮茜がメインヒロインで、『君が望む永遠』エンディングの数週間後から始まり、『マブラヴ』スタートの1日前までを描いたアドベンチャーゲーム。元々はTECH GIANの付録でボイスなしであったが、ソフト化に際してフルボイス化された。
登場人物の設定には『宇宙の騎士テッカマン』のものをパロディしたものが多く、主題歌は特撮やアニメの歌を多数担当した宮内タカユキが歌っている。
OVAではテックメンは登場しなかったものの、『あゆまゆ劇場』#06「男女7人夏物語...さ。」では、「大空寺危機一髪！」オリジナルキャラ伊吹純と共に、リアル頭身で出演を果たしている。

## 主要登場人物
『君が望む永遠』『マブラヴ』の登場人物の詳細は各項を参照のこと。
剛田城二（ごうだ じょうじ）
声：関智一
本作の主人公。高校野球に打ち込む熱血漢だが、あまりのワンマンプレーぶりから以前の高校の野球部を廃部にされてしまい、再度甲子園を目指して白陵柊学園へと転校する。その後学園で出会った茜に一目惚れし、彼女に何度もアタックするも、毎回冷たくあしらわれている。妄想癖があり、茜に罵られる事も多い。ただし時折もっともらしいことを言うので、ただのバカではない模様。
『君のぞらじお』で放送されたラジオドラマにも、彼が登場するエピソードがある。
元ネタは『宇宙の騎士テッカマン』の南城二であり、「時空の騎士テックメン」なるヒーローに変身する。
涼宮茜（すずみや あかね）
声：上原ともみ（ゲーム版） / 水橋かおり（OVA版）
本作のヒロイン。白陵柊学園3年生でクラスはD組。初めは剛田の存在を鬱陶しく感じていたが、次第に複雑な感情へと変化していく。
梅田庵努朗（うめだ あんどろう）
声：上田祐司
白陵柊学園の体育教師。裸ネクタイにジャージ、アフロヘアーという奇妙な風体で校内を徘徊する。髪の中に宇宙生物を飼っているという噂がある。通称「おやっさん」
『宇宙の騎士テッカマン』の登場人物「アンドロー梅田」をモデルにしている。OVAは予告編に少し登場するだけで、本編には全く登場しない。
竹尾タケオ（たけお タケオ）
声：吉野裕行
外見はデブでアキバ系の学生……なのだが、実はその正体はロボット「タケス」。元ネタは『宇宙の騎士テッカマン』に登場した支援メカ の「ペガス」である。
榊千鶴（さかき ちづる）
声：高柳香帆
『マブラヴ』の登場人物。白陵柊学園3年生でクラスはB組。1年生の時に同じクラスだった茜とは良き友であると同時に、ライバル。
香月夕呼（こうづき ゆうこ）
声：稲葉貴子
『マブラヴ』の登場人物。白陵柊学園の教諭で、茜のクラスのD組担任。通称「おかあさん」。城二からは「博士」と呼ばれる。
神宮司まりも（じんぐうじ まりも）
声：南綾香
『マブラヴ』の登場人物。白陵柊学園の教諭で、3年B組の担任。
彩峰慧（あやみね けい）
声：吉野なつき
『マブラヴ』の登場人物。白陵柊学園3年生でクラスはB組。通称「サイキックギャル」
珠瀬壬姫（たませ みき）
声：北都南
『マブラヴ』の登場人物。白陵柊学園3年生でクラスはB組。通称「動物王国の親善大使」
鎧衣尊人（よろい みこと）
声：野中真澄
『マブラヴ』の登場人物。白陵柊学園3年生でクラスはB組。通称「ガイアの使者」
涼宮遙（すずみや はるか）
声：栗林みな実
『君が望む永遠』のヒロインで、茜の姉。弱っていた体は癒え、普通の生活を送っている。

### 主題歌
「テックメンの歌」
作詞 - 虚淵玄 / 作曲 - 大貫忠敬 / 編曲 - 飯塚昌明 / 歌 - 宮内タカユキ
『宇宙の騎士テッカマン』のOP「テッカマンの歌」のパロディである。

## OVA
2004年には全3章でOVA化された。OVA版のタイトルはサブタイトルの付かない『アカネマニアックス』。

### 概要
TVアニメ『君が望む永遠』最終回のエピローグではあえて描かれなかった、「いかにして茜が心の整理をつけ、新たなる一歩を踏み出したのか？」という空白の過程が遂に明らかになる。
そして、そのカギを握る転校生、剛田城二の熱血が無駄に空回りして巻き起こす騒動や妄想の数々が暴走気味に描かれ、深刻な雰囲気だった前作では不可能だった、コミカルでスピーディな展開があり、もちろん『君が望む永遠』外伝ならではの涙の展開もある。
なお、OVA化にあたり、ゲーム版に登場していたパロディ色の強いキャラクターは出さず、また剛田の妄想に登場する愛機も「テックメン」から「ゴーダイン」に変更されている。

### OVAオリジナルキャラクター
キング・イレソリュータ
声：谷山紀章
剛田の妄想の中に登場するヘタレ王。茜を拉致し、ゴーダインに戦いを挑むも、最終的に完敗する。
キング・イレソリュータには常に「ポニーテールの女」と「三つ編みの女」が寄り添っている。
元ネタは『君が望む永遠』の鳴海孝之。
ポニーテールの女
声：たかはし智秋
剛田の妄想の中に登場するヘタレ王「キング・イレソリュータ」に寄り添っている女。
元ネタは『君が望む永遠』の速瀬水月。
三つ編みの女
声：栗林みな実
剛田の妄想の中に登場するヘタレ王「キング・イレソリュータ」に寄り添っている女。肩にはペットのオコジョが乗っている。
元ネタは『君が望む永遠』の涼宮遙。

### スタッフ
- 原作 - アージュ（「アカネマニアックス〜流れ星伝説剛田〜」より）
- 企画 - 吉田博彦
- 監督 - 渡邊哲哉
- キャラクターデザイン - 磯野智
- キャラクター原案 - 杉原正教、Bou
- メカニックデザイン - 石垣純哉
- 美術設定 - 宮本崇
- 美術監督 - 張敏芳・尚友軍（第1話）、陣西峰・朱小丹（第2話・第3話）
- 音楽 - 渡来亜人、須藤賢一、南良樹
- 音楽制作 - ランティス
- 音響監督 - 菊田浩巳
- 撮影 - T2スタジオ
- 編集 - 重村建吾
- プロデューサー - 永田勝治（第1話・第2話）→森本浩二（第3話）、伊藤善之、倉崎克之
- アニメーションプロデューサー - 井田和行
- アニメーション制作 - シルバー
- 製作 - 白陵生徒会（アシッド、メディアファクトリー（第1話・第2話）→バンダイビジュアル（第3話）、ランティス、ワユタ）

### 主題歌
オープニングテーマ「beginning」
歌・作詞・作曲 - 栗林みな実 / 編曲 - 飯塚昌明
エンディングテーマ「ありがと…」
作詞・作曲 - 栗林みな実 / 編曲 - 飯塚昌明 / 歌 - 水橋かおり
最終話エンディング「マブラヴ」
作詞 - 江幡育子 / 作曲 - SAGE KOIZUMI / 編曲 - 飯塚昌明 / 歌 - 栗林みな実

### 各巻リスト
| 巻数   | サブタイトル       | 脚本            | 絵コンテ            | 演出     | 作画監督          | 発売日         |
| ------ | ------------------ | --------------- | ------------------- | -------- | ----------------- | -------------- |
| 第一章 | 城二 白陵に立つ    | 鈴木雅詞        | 渡邊哲哉 もりたけし | 木村寛   | 磯野智 佐々木政勝 | 2004年11月25日 |
| 第二章 | 剛田城二入部せよ   | 時村尚          | 渡邊哲哉 喜多幡徹   | 渡邊哲哉 | 夏目久仁彦        | 2005年3月25日  |
| 最終章 | さらば愛しき城二よ | 時村尚 仕舞屋鉄 | 渡邊哲哉 喜多幡徹   | 木村寛   | 藤澤俊幸          | 2005年8月26日  |

### 全国ツアー
OVA化を記念して、2004年9・10月に全国5ヵ所で『君のぞらじおPresents アカネマニアックスアニメ化記念ツアー 「次女の奇妙な冒険」』が開催された。
出演
水橋かおり・栗林みな実・浅井清己・吉住梢（吉住は当初シークレットゲスト扱い）・谷山紀章・ジョイまっくす・斉藤K（司会）
| 開催日         | 開催地区 | 会場                     |
| -------------- | -------- | ------------------------ |
| 9月19日（日）  | 東京     | 社会文化会館三宅坂ホール |
| 9月26日（日）  | 札幌     | BESSIE HALL              |
| 10月3日（日）  | 名古屋   | CLUB QUATTRO             |
| 10月10日（日） | 福岡     | ビブレホール             |
| 10月17日（日） | 大阪     | 朝日生命ホール           |

なおOVA2巻には、初回生産限定特典の1つとして東京会場の模様を収録したDVDが付属する。

### インターネットラジオ
2005年8月26日に、OVA最終章の発売を記念して「ラジオアカネマニアックス」が配信された。『君のぞらじお』の特別番組という位置付けで、インターネット版第22回に併せて配信されている。
パーソナリティは、「君らじ」より栗林みな実とジョイまっくす、アカネマニアックスより関智一と水橋かおりの4人。放送時間は約30分。
「アカネマニアックス オリジナルサウンドトラック」（2005年12月21日発売）に当番組を収録したCDが付属する。